# قشقا-سو (شهرستان چنگ‌آلای)
قشقا-سو (به لاتین: Kashka-Suu) یک منطقهٔ مسکونی در قرقیزستان است که در شهرستان چنگ‌آلای واقع شده‌است. قشقا-سو ۳٬۰۰۵ نفر جمعیت دارد.